# Quadre de Punnett

Un quadre de Punnett que mostra un test quadrat típic

Un quadre de Punnet (en anglès:Punnett square) és un diagrama que es fa servir per a predir el resultat d'un experiment de creuament en biologia. Rep el seu nom del seu dissenyador, Reginald C. Punnett. Els biòlegs fan servir aquest diagrama per a determinar la probabilitat que una descendència tingui un genotip particular. El quadre de Punnett només funciona si els gens són independents entre ells. Tots els genotips són al·lels, per tant, tots són coneguts com un punnett normal o adjacent. El quadre de Punnett és un sumatori en taula de les combinacions que són possibles entre els al·lels materns i els al·lels paterns. Aquest quadre és una representació visual de l'herència mendeliana. Quan s'utilitza el quadre de Punnett és important conèixer els significats dels termes heterozigot, homozigot, doble heterozigot (o homozigot), al·lel dominant (representats amb lletres majúscules) i al·lel recessiu.(representats amb lletres minúscules) 

## Creuament monohíbrid
"Mono" significa u; aquest creuament indica que examinem una característica simple per a ser creuada. Això podria significar (per exemple) que estudiem el color dels ulls. Cada locus genètic sempre es representa per dues lletres. Per tant, en el color dels ulls (en anglès), "B = Brown eyes" i "b = green eyes".
La probabilitat que una descendència individual tingui el genotip BB és del 25%, Bb és del 50%, i bb és del 25%. La relació (“ratio”) dels fenotips és 3:1, la típica per a un creuament monohíbrid. (M = Matern, P = Patern)
|   |   | P  | P  |
| B | b |    |    |
| - | - | -- | -- |
| M | B | BB | Bb |
| M | b | Bb | bb |

La manera com els al·lels B i b interactuen entre ells depèn de com els productes dels gens (proteïnes) (vegeu Herència mendeliana).

## Creuament dihíbrid
Els creuaments més complicats impliquen dos o més gens, tanmateix per a fer servir el quadre de Punnett cal que els gens siguin independents entre ells i per tant, que no estiguin enllaçats genèticament.
El següent exemple il·lustra un creuament dihíbrid entre dues plantes de pèsol heterozigòtiques. R representa l'al·lel dominant per la forma (arrodonida), mentre que r representa l'al·lel recessiu (rebregat). A representa l'al·lel dominant per al color (groc), mentre a representa l'al·lel recessiu (verd). Si cada planta té el genotip RrAa, i els al·lels per a la forma i el color són independents, aleshores poden produir quatre tipus de gàmetes amb totes les combinacions possibles: RA, Ra, rA, i ra.
|    | RA   | Ra   | rA   | ra   |
| -- | ---- | ---- | ---- | ---- |
| RA | RRAA | RRAa | RrAA | RrAa |
| Ra | RRAa | RRaa | RrAa | Rraa |
| rA | RrAA | RrAa | rrAA | rrAa |
| ra | RrAa | Rraa | rrAa | rraa |

La ratio 9:3:3:1 és el resultat esperat amb aquest encreuament. Qualsevol altra ràtio indica que quelcom ha succeït (com al·lels letals, epístasis, gens enllaçats, etc.).

### Mètode de l'arbre
El mètode de l'arbre (o en anglès: forked-line method o branching system) també pot resoldre creuaments dihíbrids i multihíbrids com mostra l'exemple de sota que és un encreuament doblement heterozigòtic usant RrYy x RrYy.